# Rob Thomas (Fernsehproduzent)

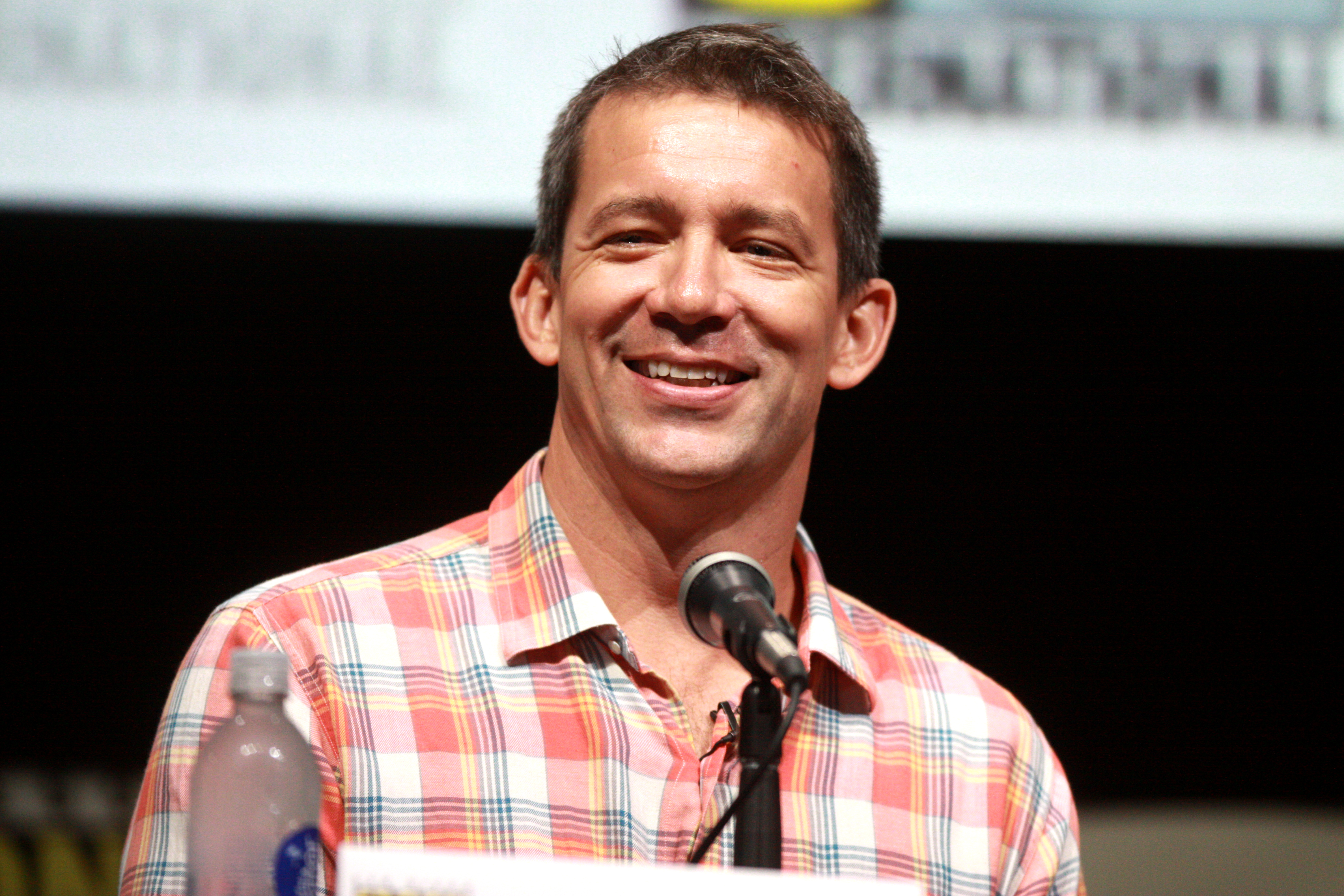
Rob Thomas bei der Comic-Con 2013

Rob Thomas (* 15. August 1965 in Sunnyside, Washington) ist ein US-amerikanischer Schriftsteller, Drehbuchautor und Fernsehproduzent, bekannt durch sein Buch Rats Saw God und als Schöpfer der Fernsehserien Veronica Mars und iZombie.

## Leben und Karriere
Thomas wurde am 15. August 1965 in Sunnyside, Washington geboren. Mit zehn Jahren zog seine Familie nach Texas um, wo er 1983 die High School in San Marcos abschloss. 1987 absolvierte er die University of Texas at Austin mit einem Bachelor in Geschichtswissenschaften. Mit seiner Partnerin Katie Orr hat er eine Tochter, Greta Mae, die am 24. März 2005 geboren wurde. Heute lebt und arbeitet Thomas in Los Angeles, Kalifornien.
Bevor er sich dem Schreiben von Kinder- und Jugendbuchliteratur zuwandte, unterrichtete Thomas Journalismus-Kurse an der High School, war als Berater für die Studentenzeitung der University of Texas tätig und arbeitete für den Schulfernsehsender Channel One News. Diese Erfahrungen inspirierten seinen Roman Satellite Down.
Seine ersten Erfahrungen als Drehbuchautor fürs Fernsehen machte Thomas 1996 bei der Zeichentrickserie Space Ghost Coast to Coast. Während der ersten Staffel der Serie Dawson’s Creek gehörte Thomas zum Stab der Drehbuchautoren. Danach entwickelte und produzierte er die kurzlebige, aber von Kritikern gelobte, Fernsehserie Cupid. Im Jahr 2004 schließlich gelang Thomas der Durchbruch mit der von ihm entwickelten und produzierten UPN-Fernsehserie Veronica Mars, die nach der dritten Staffel eingestellt wurde. Für ABC arbeitete er an einer Neuverfilmung seiner Serie Cupid, die schließlich zwischen März und Juni 2009 ausgestrahlt, dann jedoch wieder abgesetzt wurde.
Im März 2014 wurde der Kinofilm Veronica Mars veröffentlicht, der die Serie fortsetzt. Thomas fungierte bei diesem Projekt als Produzent, Drehbuchautor und Regisseur. 2015 hatte die Fernsehserie iZombie Premiere, die Thomas zusammen mit Diane Ruggiero-Wright für den Sender The CW entwickelt hat. Im September 2018 wurde bekannt, dass im Jahr 2019 eine acht Folgen umfassende vierte Staffel von Veronica Mars auf dem Streamingdienst Hulu veröffentlicht werden soll. Die Handlung der acht Folgen wird fünf Jahre nach dem 2014 veröffentlichten Film spielen.

## Werke
- 1996 Rats Saw God, dt. Anti-Club, DTV, München 2000, ISBN 3-423-62046-3.
- 1997 Slave Day, ISBN 0-689-82193-X
- 1997 Doing Time: Notes from the Undergrad, ISBN 0-689-82414-9
- 1998 Satellite Down, ISBN 0-689-83052-1
- 1999 Green Thumb, ISBN 0-689-82886-1
- 2007 Neptune Noir: Unauthorized Investigations Into Veronica Mars ISBN 1-933771-13-5

## Filmographie (Auswahl)

### Fernsehen
- 1998: Dawson’s Creek (Drehbuchautor)
- 1998–1999: Cupid (Schöpfer, Drehbuchautor, Produzent)
- 2004–2007: Veronica Mars (Schöpfer, Drehbuchautor, Produzent)
- 2007–2008: Big Shots (Drehbuchautor)
- 2008: 90210 (Drehbuchautor, Pilot)
- 2009: Harper’s Island
- 2015–2019: iZombie (Schöpfer, Drehbuchautor)

### Film
- 1999: Fortune Cookie (Drehbuchautor)
- 1999: Drive Me Crazy (Drehbuchautor)
- 2014: Veronica Mars (Drehbuchautor, Regisseur, Produzent)